# Ломско шосе (станция метро)
Ломско шосе (рус. Ломское шоссе) — станция Второй линии Софийского метрополитена.

## История
Строительство велось с 2011 года. Запуск состоялся 31 августа 2012 года, в первом пусковом участке Второй линии.

## Описание
Станция надземная, расположена на эстакаде.
Вестибюль станции подземный, находится в переходе под круговым перекрёстком. Станция покрыта прозрачным поликарбонатом в синем цвете. Оборудована эскалаторами и лифтом для детских и инвалидных колясок.

## Галерея

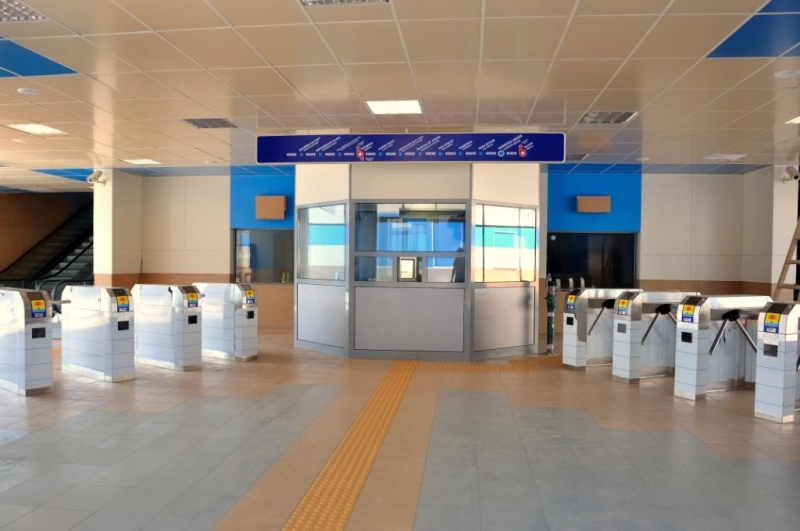
Вестибюль станции.